# Гозьдзін
Гозьдзін (пол. Goździn, нім. Guschin) — село в Польщі, у гміні Раконевиці Гродзиського повіту Великопольського воєводства. Населення — 281 особа (2011).
У 1975-1998 роках село належало до Познанського воєводства.

## Демографія
Демографічна структура станом на 31 березня 2011 року:
|          | Загалом | Допрацездатний вік | Працездатний вік | Постпрацездатний вік |
| -------- | ------- | ------------------ | ---------------- | -------------------- |
| Чоловіки | 135     | 40                 | 85               | 10                   |
| Жінки    | 146     | 34                 | 89               | 23                   |
| Разом    | 281     | 74                 | 174              | 33                   |